# دنیاهای نامرئی با ریچارد هموند
دنیاهای نامرئی با ریچارد هموند (به انگلیسی: Richard Hammond's Invisible Worlds) مستندی سه قسمتی از بی‌بی‌سی است. در این مجموعه مستند، به کمک فناوری‌های فیلمبرداری پیشرفته چیزهایی را مشاهده می‌کنید که با چشم غیرمسلح قابل مشاهده نیستند. ریچارد هموند با استفاده از پیشرفته‌ترین دوربین‌های فیلمبرداری به سفری فراتر از حوزه دید بشر می‌برد و اسرار پنهان در تمامی عناصر تشکیل دهنده سیاره زمین را آشکار می‌سازد. در این جهان نامرئی، هوای رقیق می‌تواند صخره را متلاشی کند و آب می‌تواند بدنه اجسام فلزی را سوراخ کند. در این جهان، سریع‌ترین موجودات سیاره زمین در زیر پاهایمان قرار دارند. همچنین اجرام سماوی بسیار زیبایی را نشان می‌دهد که به باور برخی افراد، وجود خارجی ندارند. در آن سوی پرتوی باریک نور که رنگ‌های رنگین کمان را تشکیل می‌دهد، طیف‌های مختلف نور وجود دارند که کاملاً غیرقابل مشاهده هستند. این مستند به کمک فناوری‌های تصویربرداری پیشرفته جهان را با شکل و شمایلی کاملاً جدید نشان می‌دهد.

## قسمت‌ها
| # | عنوان         | کارگردان   | تاریخ پخش    |
| - | ------------- | ---------- | ------------ |
| 1 | «محدوده سرعت» | گوین مکسول | ۱۶ مارس ۲۰۱۰ |
| 2 | «خارج از دید» | دن کلیفتون | ۲۳ مارس ۲۰۱۰ |
| 3 | «مقیاس خاموش» | متیو ورتمن | ۳۰ مارس ۲۰۱۰ |